# Oodinium acanthometrae
Oodinium acanthometrae is een soort in de taxonomische indeling van de Myzozoa, een stam van microscopische parasitaire dieren. Het organisme komt uit het geslacht Oodinium en behoort tot de familie Oodiniaceae. Oodinium acanthometrae werd in 1964 ontdekt door Cachon.